# Squarepusher
Squarepusher (polgári nevén Tom Jenkinson; Chelmsford, 1975. január 17. –) angol zenész. Zenéje főleg az IDM (intelligent dance music) műfajába sorolható, de szerzeményei több zenei stílusból is ihletet merítenek, például a drum and bass vagy a jazz műfajokból is. Az Egyesült Királyság legbefolyásosabb előadói közé tartozik.

## Élete
Tom Jenkinson az Essex-i Chelmsford településen nőtt fel. A zenével kiskorában ismerkedett meg, amikor gyakran hallotta az orgona hangját. Elmondása szerint mai napig ez a hangszer van rá a legnagyobb hatással. Továbbá a rádióállomások közötti váltogatás is a korai zenei ismerkedései közé tartozik. Gyerekkorában továbbá olyan jazz előadókon nőtt fel, mint Miles Davis, Art Blakey és Charlie Parker.
11 éves korában vásárolt egy gitárt, majd gitár leckéket kezdett venni, de úgy döntött inkább, hogy saját maga fog a hangszeren tanulni, ugyanis nem érezte elegendőnek az oktatója tudását.
Igazi zenei karrierje 1986-ban kezdődött, amikor a King Edward VI Grammar School-ba kezdett járni, ott ugyanis megismerkedett Guthrie Govan gitárossal, aki jó barátja lett. Tom 12 éves korában belépett Guthrie zenekarába, akik thrash metalt játszottak.
1991-ben kezdte érdekelni a techno és a house zene. 1993-ban rögzítette első dalát, majd rá három évre, 1996-ban megjelent első nagylemeze.
Squarepusher diszkográfiája összesen 16 nagylemezt és több egyéb kiadványt tartalmaz.

## Diszkográfia
Albumok
- Feed Me Weird Things (1996)
- Hard Normal Daddy (1997)
- Burningn'n Tree (1997)
- Buzz Caner (1998)
- Music is Rotted One Note (1998)
- Selection Sixteen (1999)
- Go Plastic (2001)
- Do You Know Squarepusher (2002)
- Ultra Visitor (2004)
- Hello Everything (2006)
- Just a Souvenir (2008)
- Solo Electric Bass 1 (2009)
- Shobaleader One: d'Demonstrator (2010)
- Ufabulum (2012)
- Damogen Furies (2015)
- Elektrac (2017)